# کانوما، توچیگی
کانوما در استان توچیگی در کشور ژاپن  واقع شده‌است  که دارای جمعیت ۱۰۳٬۶۹۰ نفر و مساحت ۴۹۰٫۶۲ کیلومتر مربع با تراکم جمعیت ۲۱۱  نفر در کیلومترمربع است و در تاریخ ۱۰ اکتبر ۱۹۴۸ به عنوان شهر شناخته شد.